# Joseph Szepesi
Joseph Szepesi (in rumeno Iosif Szepessy, in ungherese Szepessy József; Satu Mare, 13 ottobre 1946) è un ex schermidore rumeno naturalizzato tedesco, specialista della spada, vincitore di una medaglia d'oro ai Campionati mondiali di scherma.